# Maculonaclia petrusia
Maculonaclia petrusia là một loài bướm đêm thuộc phân họ Arctiinae, họ Erebidae.